# The Walking Dead - L'ascesa del Governatore
The Walking Dead - L'ascesa del Governatore (The Walking Dead: Rise of the Governor) è un romanzo di genere apocalittico horror del 2011 scritto da Robert Kirkman e Jay Bonansinga.
Il romanzo è uno spin-off della serie The Walking Dead e racconta l'origine di uno dei più famosi antagonisti della serie, il Governatore. L'ascesa del Governatore è il primo di una tetralogia di libri che approfondiscono il personaggio partendo dalle sue origini per arrivare alla sua totale caduta. Gli altri libri sono The Walking Dead - La strada per Woodbury, The Walking Dead - La caduta del Governatore e The Walking Dead - La vendetta del Governatore.
È stato tradotto in italiano nel 2013 per Panini Comics.

## Trama
Philip Blake con la figlia Penny, il fratello Brian e gli amici di infanzia Nick Parsons e Bobby Marsh devono affrontare nel migliore dei modi l'apocalisse zombie che si è appena diffusa su tutto il pianeta. Per poter sopravvivere impareranno a difendersi dagli azzannatori ma anche a muoversi in cerca di cibo e provviste. Tra mille difficoltà e imprevisti si dirigono verso Atlanta dove dovrebbero essere stati allestiti dei centri di accoglienza difesi dall'esercito. Ben presto però scopriranno che la città si è trasformata in una trappola mortale e saranno salvati da April e la sua famiglia, un piccolo gruppo di sopravvissuti che vive in un appartamento nella grande metropoli. I due gruppi sembrano trovare una certa armonia e affiatamento. La piccola Penny lega molto con April. Lentamente le cose sembrano migliorare nella vita dei sopravvissuti anche se il lato oscuro di Philip Blake in alcuni momenti emerge mostrando tutta la sua rabbia e violenza. Il gruppo sarà costretto a dividersi e alla fine verrà cacciato dall'appartamento da Tara, la sorella di April. Il loro viaggio dovrà quindi procedere fino alla città di Woodbury.

## Particolarità
Il racconto è uno spin-off dell'arco narrativo mostrato sul fumetto e offre un importante punto di vista sulle origini di questo "cattivo" della serie. Nella serie televisiva il Governatore compare nella terza e quarta stagione. L'incontro con Tara e sua sorella (che qui si chiama Lilly) avviene nella quarta stagione.